# Dohong
Das Dohong, auch Duhong, Duhung, ist ein Dolch und ein Kurzschwert aus Borneo.

## Beschreibung
Es gibt zwei Arten des Dohong. Eine Version dient als Kampfwaffe, die andere als zeremonielle Waffe.

### Kampfwaffe
Der Dohong hat eine zweischneidige, blatt- oder keilförmige Klinge. Die Klinge wird vom Heft zum Ort breiter. Der Ort ist spitz. Die Klinge hat meist einen Mittelgrat und sieht einer Speerspitze ähnlich. Es gibt verschiedene Versionen, die sich in Form, Heft und Dekoration unterscheiden. Es gibt Klingen, die eine Figur mit Armen und Beinen darstellen. Das Heft hat kein Parier, ist oft mit Federn verziert und besteht aus Holz. Die Scheiden sind aus Holz und aus zwei Hälften gefertigt. Sie werden mit Rattanbändern zusammengehalten. Die Oberflächen sind mit Schnitzereien verziert, die oft ein Gesicht darstellen. Das Dohong wird von Ethnien aus Borneo benutzt.

### Zeremonielle Waffe
Im Gegensatz zum normalen Dohong ist das Heft und die Klinge unterschiedlich gearbeitet. Die Klinge ist zu einer figürlichen Darstellung ausgearbeitet, ebenso wie das Heft. Die Scheide besteht aus Holz und ist mit der Darstellung eines Gesichtes geschnitzt. Der zeremonielle Dohong wird bei Trauerzeremonien verwendet und von Frauen getragen, wenn die Krieger von der Kopfjagd in Dorf zurückkehren. An den Gürteln, die zum Tragen des Dohong dienen sind oft Amulette aus Hai- oder Bärenzähnen, Krallen befestigt.